# International Brotherhood of Teamsters

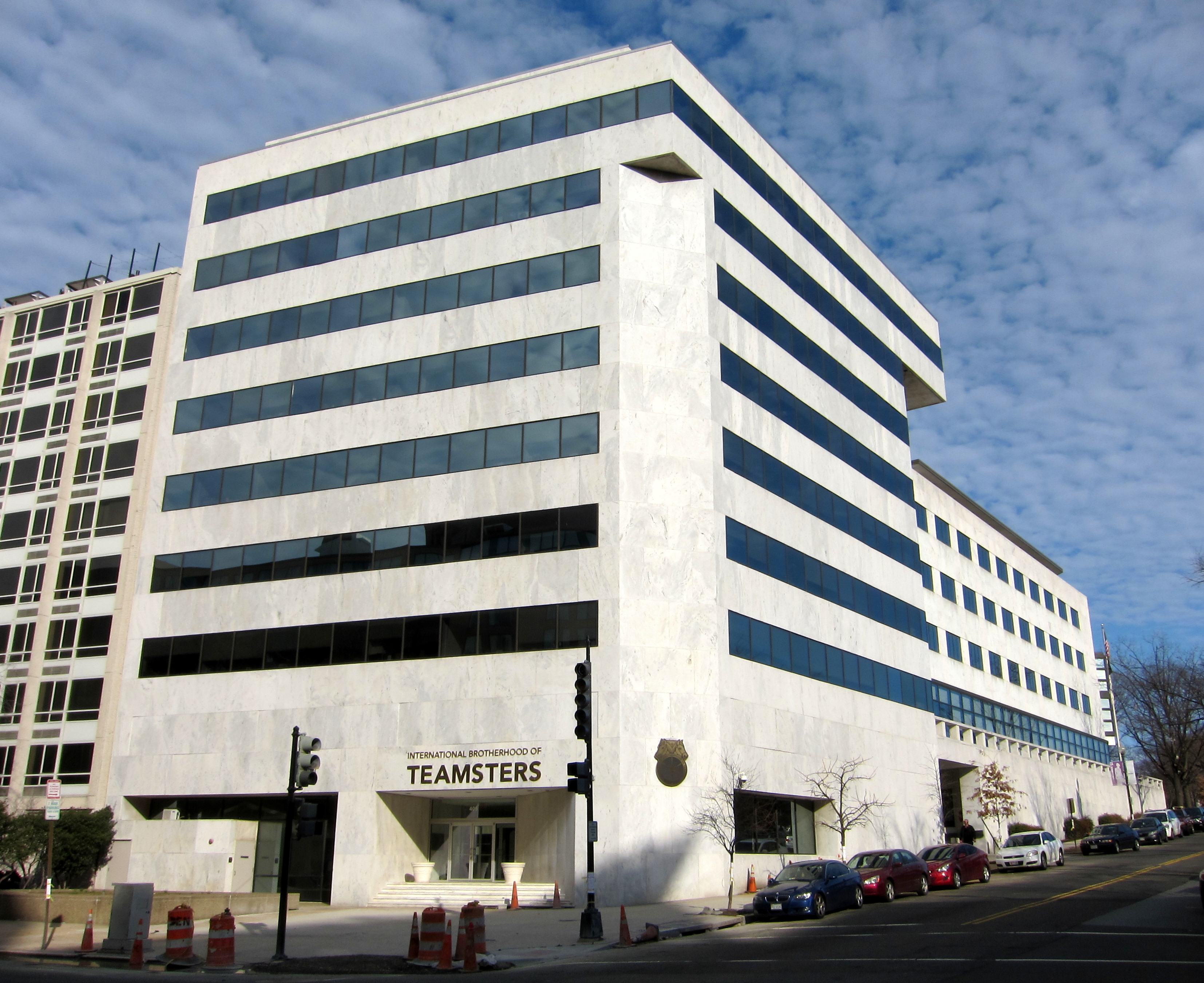
Hoofdkantoor in Washington DC

De International Brotherhood of Teamsters (IBT, Teamsters) is een vakbond in de Verenigde Staten en Canada. De vakbond werd opgericht in 1903 door de fusie van twee eerdere bonden. In 2019 telde ze 1,4 miljoen leden, zowel arbeiders als bedienden in zowel de private als de publieke sector. De Teamsters vormen een van de grootste en meest invloedrijke vakbonden in Noord-Amerika. Traditioneel zijn de Teamsters een van de meer conservatieve bonden.
In de jaren 50 en 60 leidde Jimmy Hoffa de vakbond. Hoffa zorgde voor grote groei, maar had banden met de maffia en werd meermaals veroordeeld. Ook later, eind jaren 70, bleven corruptie en geweld onder toezicht de vakbondsleiding problematisch. Van 1998 tot 2022 leidde Jimmy Hoffa's zoon James P. Hoffa de Teamsters. Sinds 2022 wordt de vakbond geleid door Sean O'Brien, die verkozen werd als progressieve uitdager.